# Црвена интернационала радничких синдиката
Црвена интернационала радничких синдиката (рус. Красный интернационал профсоюзов; РИЛУ), позната као Профинтерн, била је међународно тело које је основала Комунистичка интернационала са циљем да координише комунистичке активности унутар синдиката. Формално основан 1921. године, Профинтерн је имао за циљ да делује као противтежа утицају такозване „Амстердамске интернационале“, социјалдемократске Међународне федерације синдиката, организације која је означена као класна колаборационистичка и препрека револуцији од стране Коминтерне. Након уласка у период опадања средином 1930-их, организација је коначно прекинута 1937. доласком Народног фронта.

## Историја
У јулу 1920. године, по налогу шефа Коминтерне Григорија Зиновјева, 2. светски конгрес Комунистичке интернационале основао је привремени Међународни савет синдиката, познатији по руском акрониму Межсовпроф. Овом организационом комитету — укључујући чланове руске, италијанске, британске, бугарске и француске делегације на Конгресу Коминтерне — представљен је задатак да организује „међународни конгрес црвених синдиката.
Совјетски синдикални вођа Соломон Лозовски је именован за председника овог новог савета, уз помоћ британског синдикалиста Тома Мана и Алфреда Росмера из Француске. Извршни комитет Комунистичке интернационале наложио је новом савету да објави манифест „свим синдикатима света”, осуђујући социјалдемократску Међународну федерацију синдиката са седиштем у Амстердаму као „жуту” организацију и позивајући их да придружити се новом револуционарном међународном удружењу синдиката.
Ова одлука је била да означи расцеп међународног синдикалног покрета који је уследио након недавно постигнутог расцепа међународног социјалистичког политичког покрета на револуционарне комунистичке и изборно оријентисане социјалистичке таборе. Ова жеља за новом ексклузивном интернационалом експлицитно „црвеног“ синдиката представљала је фундаменталну контрадикцију са чврстим инсистирањем Коминтерне да комунисти треба да раде у структури постојећих синдиката — важан детаљ који је у то време приметио делегат Џек Танер из покрета Shop Stewards Movement. Танеров приговор је одбачен пошто му је Григориј Зиновјев одбио реч, упутивши његове жалбе комисији.
Историчар Е.Х. Кар тврди да је одлука да се уопште покрене Црвена интернационала радничких синдиката нуспроизвод ере великог револуционарног жара да је светска револуција била иза угла, изјављујући:
„То је био корак учињен у тренутку усијаног ентузијазма и чврстог уверења у неминовност европске револуције; а уређај дизајниран да премости кратку транзицију и припреми пут за велико испуњење имао је неочекиване и фаталне последице када је прелазни период се развукао на месеце и године.“
Како је план за нову радничку интернационалу напредовао, Межсовпроф је основао пропагандне бирое у различитим земљама у покушају да придобије постојеће синдикате повезане са ривалском „Амстердамском интернационалом“, како је била позната Међународна федерација синдиката, пређе на предстојећу „Црвена интернационала.“ Ови бирои су привукли најбунтовније и најнеистомишљеније синдикалисте под исту заставу, док су истовремено отуђивали понекад конзервативна синдикална руководства, већ подижући оптужбе да је оно што се заправо нудило двоструки синдикализам и деструктивни раскол између постојећи синдикати.
Дана 9. јануара 1921. Извршни комитет Комунистичке интернационале је одлучио да се покретање нове Црвене интернационале синдиката одржи на конференцији која ће бити сазвана за Први мај те године. Упућен је апел светским синдикатима који су се „противили Амстердамској интернационали“ и позивају на њихово чланство у новој организацији. Међутим, ова конклава је на крају одложена за јул, како би се могла синхронизовати са заказаним 3. светским конгресом Коминтерне — путовање у и из Совјетске Русије је био тежак и опасан процес ових година.
О новој организацији су изнете грандиозне тврдње, а Лозовски је у говору у мају 1921. изјавио да су синдикати који представљају 14 милиона радника већ прогласили своју оданост предстојећој Црвеној интернационали. Зиновјев је жестоко прогласио Амстердамску интернационалу за „последњу барикаду међународне буржоазије“ — борбене речи упућене социјалдемократским синдикалистима.
Са своје стране, социјалдемократски синдикални покрет је из Првог светског рата изашао релативно уједињен, у офанзиви и непоколебљив. Чак и пре него што је Профинтерн лансиран, линија у песку је била јасно повучена, а Амстердамска интернационала је на извршној седници у мају 1921. изјавила да „није дозвољено да синдикалне организације буду повезане са две синдикалне интернационале у исто време“ и додајући да се „свака организација која је учлањена у политички синдикат Интернационала Москве ставља ван Међународне федерације синдиката.“ Почео је велики грађански рат унутар светског синдикалног покрета.

### Први Конгрес 1921.
Оснивачки конгрес Црвене интернационале синдиката сазван је у Москви 3. јула 1921. Скупу је присуствовало 380 делегата из целог света, укључујући 336 са правом гласа, који су тврдили да представљају 17 милиона од 40 милиона чланова синдиката. широм света. Скуп није био ни хомоген ни хармоничан, јер је брзо постало јасно да један број делегата има синдикалистичку перспективу која је настојала да избегне политику и учешће у постојећим синдикатима у потпуности, у корист директне акције која води ка радничкој контроли индустрије. Ови делегати су тражили да нова Црвена интернационала радничких синдиката буде потпуно независна од Комунистичке интернационале, виђена као политичка организација.
Међу онима који су изразили такву жељу за организационом независношћу РИЛУ-а од Коминтерне био је Бил Хејвуд из уније Индустријских радника света (ИВВ) — појединац који је живео у Москви након што је избегао дугу затворску казну под шпијунажом. Индустријски радници света и њиховој перспективи придружили су се синдикалистички синдикалисти који су били део француске и шпанске делегације. На крају, међутим, синдикалистички елементи су се показали као мала мањина и Конгрес је одобрио резолуцију коју су спонзорисали Ман и Росмер која је позвала на „најближу могућу везу” између Профинтерна и Коминтерне, укључујући заједничке седнице организација, као и „стварне и интимно револуционарно јединство“ између Црвених синдиката и комунистичких партија на националном нивоу.
Упркос иницијативи да се оснује нова синдикална интернационала у директној конкуренцији са претходно постојећом амстердамском интернационалом, Профинтерн је у својој почетној фази наставио да инсистира да његова стратегија није да „извуче из синдиката најбоље и најсвесније раднике“, већ радије да остану у постојећим синдикатима како би их „револуционисали“. У званичној резолуцији оснивачког Конгреса о организацији је наведено да повлачење из постојећих масовних синдиката и препуштање њиховог чланства њиховим често конзервативним руководствима „игра на руку контрареволуционарној синдикалној бирократији и стога треба да буде оштро и категорички одбачено“.
Ипак, Профинтерн је инсистирао на стварној подели радничког покрета, успостављајући услове за пријем који је укључивао „раскид са жутом Амстердамском интернационалом.“ Организација је ефективно заговарала да радикализовани радници раде на „досађивању изнутра“ постојећим синдикатима. како би се одвојиле пуне организације из Амстердама и за Москву. Таква тактика је осигурала огорчену унутрашњу поделу јер су некомунистички чланови обичних чланова и њихова изабрана синдикална руководства настојали да одрже постојеће везе.
У оквиру своје стратегије придобијања постојећих синдиката, Профинтерн је одлучио да оснује мрежу, како је назвао, „међународних пропагандних комитета“, међународних удружења радикалних синдиката и организованих фракцијских мањина у синдикатима који су основани на основу њихова специфична индустрија. Ове групе су имале за циљ да одржавају конференције и издају и дистрибуирају памфлете и периодичне публикације у циљу пропаганде идеје револуције и успостављања диктатуре пролетаријата. Међународни пропагандни комитети су покушали да прикупе средства како би помогли у одржавању својих напора, при чему је извршни биро Профинтерне субвенционисао њихове публикације. До августа 1921. основано је укупно 14 међународних пропагандних комитета.
Међународни комитети за пропаганду Профинтерне показали су се неефикасним у промени мишљења чланства синдиката. Синдикати су почели да протерују своје радикалне дисиденте, а међународни синдикати почели су да протерују оне националне секције које су учествовале у активностима Профинтерна, што је пример избацивања Холандске федерације транспортних радника у октобру 1921. године из њене међународне трговинске организације.

### Други Конгрес 1922.
У Москви је новембра 1922. одржан 2. Светски конгрес, у вези са 4. светским конгресом Коминтерне.
Као што се и могло очекивати, Конгрес 1922. године провео је велики део свог времена у обликовању примене недавно усвојене политике уједињеног фронта Коминтерне на синдикални покрет. Са изгледима за неминовну светску револуцију која је у нестајању, шеф РИЛУ-а Соломон Лозовски је предложио међународну конференцију која би окупила руководства РИЛУ-а, Амстердамске интернационале и разних неповезаних синдиката — скуп који је требало да понови априлски састанак 1922. између Друге интернационале, Две и по интернационале и Коминтерне у Берлину „да разраде паралелне облике и методе борбе против офанзиве капитализма.“
У ретроспективи, 1922. је означила велики успех за величину и утицај Профинтерна у Европи, са поприличним новим контингентом који се придружио редовима организације у Француској када је Confédération Genérale du Travail покушала да дисциплинује и протера своје синдикалистичке чланове, али је завршила изазивајући организациони расцеп пуне скале у коме се већина француских синдикалаца придружила новом „црвеном“ синдикату.
Додатни напредак је направљен у Чехословачкој, где је већина чланова синдиката на сличан начин повезана са РИЛУ, након кампање протеривања комунистичких појединаца и синдиката од стране социјалдемократског руководства. Октобра 1922. чешки црвени синдикати одржали су сопствени конгрес, формализујући разлаз са социјалдемократским синдикатима. Вредно је поменути да је Комунистичка партија Чехословачке била изузетно велика организација у овом периоду, са 170.000 чланова 1922. године, надмашујући све осим неколико комунистичких партија широм света.
У Бугарској је Свебугарска федерација синдиката одлучила да се директно придружи Профинтерну, али чак и тај покрет је подељен када су противници основали ривалску организацију под називом Слободна федерација синдиката. Шпанија је такође видела свој национални раднички покрет формално подељен. Клима је била оштра јер су горке оптужбе и противтужбе којима се сноси одговорност за разбијање синдикалног покрета летеле на све стране.
Проглашена жеља Профинтерна за уједињеним фронтом донекле се остварила у децембру 1922, када се та организација састала на мировној конференцији у Хагу са представницима ривалске Амстердамске интернационале, којом је председавао британски синдикални лидер Ј.Х. Томас. Као што је био случај са састанком три политичке интернационале раније ове године, седница је завршена неуспехом, уз оптужбе које су летеле у оба смера и молбу Лозовског за уједињени фронт произвољно одбачено као транспарентан тактички трик.
Након овог неуспеха у јануару 1923. уследио је заједнички апел Коминтерне и Профинтерне за стварање „акционог комитета против фашизма“, након чега је у марту уследио оснивање званичног Акционог комитета против фашизма у Берлину, на челу са Кларом Цеткин. Међународна конференција ове групе позвана је да се одржи касније истог месеца у Франкфурту, у Немачкој, са позивима упућеним странкама Друге интернационале и синдикатима Амстердамске интернационале, али је присуствовало само неколико социјалдемократа, огромна већина окупљајући се комунисти. Делегати из Немачке, Совјетске Русије, Француске и Британије ујединили су се како би отказали Версајски споразум и повезану окупацију Рура од стране Француске како би спровели тешке репарације наметнуте Немачкој. Коцка је, међутим, била бачена и из иницијативе неће произаћи никакве заједничке активности између политичких или синдикалних лидера Социјалдемократске и Комунистичке интернационале.
Лозовски је известио о напретку РИЛУ-а на 12. конгресу Руске комунистичке партије у априлу 1923. године, на коме је тврдио да Профинтерн представља 13 милиона униониста наспрам 14 или 15 милиона за ривалску Амстердамску интернационалу. Историчари сматрају ову цифру „вероватно претераном“.

### Трећи Конрес 2024.
Трећи светски конгрес Профинтерне отворен је 8. јула 1924. године, а требало је да почне у Москви одмах после 5. светског конгреса Коминтерне (од 17. јуна до 8. јула 1924). Седамдесет делегата Профинтерне је постављено у „консултативне“ (без права гласа) делегате на скупу Коминтерне, обезбеђујући веома тесну везу између два скупа.
Конгрес 1924. формално је означио заоштравање става комуниста према социјалдемократском радничком покрету, прогласивши да су „фашизам и демократија два облика буржоаске диктатуре“.
Најспорније питање о којем је расправљао Конгрес односило се на стратегију и тактику тражења јединства са Амстердамском интернационалом, чиме је окончан поремећај који је претрпео раднички покрет као резултат расцепа на две интернационале. Приморавањем Међународне федерације синдиката да капитулира неодржив и независан улазак руских синдиката у њихове индустријске федерације повезане са Међународном федерацијом синдиката, једина опција која је преостала, по мишљењу Соломона Лозовског, била је покушај да се постигне нека врста фузије две Интернационале кроз међународна конференција. Лозовски је тврдио да јединство није требало постићи жртвовањем Профинтерновог програма или тактике и слепим прихватањем реформизма, већ да је требало да буде праћено продором комунистичких идеја у умове обичних синдикалаца Европске уније.
Гастон Монмусо из Француске је дао предлог који је позвао на Светски конгрес јединства Црвене и Амстердамске интернационале, а изабран је комитет од 35 делегата да расправља о предлогу и да разјасни практичне детаље. Након дводневне дебате, комисија је поднела извештај окупљеном Конгресу, доносећи са собом предлог јединства који је прихваћен на прелиминарним саслушањима са једним јединим гласом против. Коначни предлог за конгрес јединства показао се тек флоскулом, са резолуцијом у којој се каже да би се такав скуп „могао, након одговарајуће припреме маса“ показати као прикладан. Није постојала чврста директива која би упућивала Извршни одбор Профинтерне на акцију.
Са односима између Профинтерна и ИФТУ-а на тачки нерешивог застоја, совјетске синдикалне власти су почеле да се концентришу на билатералне односе са социјалдемократским синдикалним покретима. Посебна пажња посвећена је синдикатима Велике Британије, где је шеф руског синдиката Михаил Томски отпутовао у Велику Британију 1924. године, након чега је у новембру те године уследила реципрочна посета делегације на високом нивоу. Са совјетске тачке гледишта, њихова посета је позитивно утицала на британске синдикалце, који су објавили опширан и генерално повољан извештај о совјетској ситуацији по повратку у УК. Ова једномесечна посета британске синдикалне делегације била би прототип за серију сличних посета Совјетском Савезу лидера западних синдиката.
Док су темељи за везе између совјетског и западног синдикалног покрета почели да се успешно постављају, ситуација између међународних организација са седиштем у Амстердаму и Москви се погоршала. Друга интернационала и ИФТЦ одржали су заједнички састанак у Бриселу током прве недеље јануара 1925. и појавили су се оштрим осудама Совјетског Савеза и његових симпатизера у британском синдикалном покрету који су били организовани у организацији коју је субвенционисала РИЛУ позната као Покрет националних мањина. Слично присуство у Америчкој федерацији рада у облику образовне лиге синдиката остало је без коментара због сталног одбијања АФЛ-а да се придружи Амстердам интернационалу. Ове примедбе ИФТУ-а нису успеле да зауставе даљи развој билатералних совјетско-британских веза, пошто се у априлу 1925. Томски вратио у Лондон као део напора да се успостави заједнички комитет за синдикално јединство између две земље.
Ако је Томски имао скривени мотив да покуша да придобије британске унионисте у редове Профинтерна, наишао је на изненађујући преокрет, како је Е.Х. Кар је 1964. приметио:
„Британски лидери су били мало заинтересовани за Профинтерн, што су потајно сматрали, из искуства британског покрета, било сметњом или лажном, и желели су да помире совјетске синдикате са постојећом [Амстердамском] Интернационалом. ојачати је и окренути је левици. Британски делегати су вероватно шокирали своје совјетске колеге тако што су отворено иступили у прилог припадности руских синдиката ИФТУ.“
Томски је, иако дипломатски у свом одговору, одбацио британску сугестију као окрутну предају Амстердамској интернационали, слично присилној предаји Совјетске Русије царској Немачкој 1918. године у Брест-Литовску. Ипак, са новом економском политиком у пуном замаху у Совјетској Русији, са повезаном либерализацијом културе и трговине, позиција совјетског синдикалног покрета у односу према социјалдемократским синдикатима на Западу била је сигурна и уредна, упркос неуспеху напора. да парира са највишим лидерима Амстердамске интернационале.

### Исток
Као што је био случај са Комунистичком интернационалом, формални светски конгреси РИЛУ-а су се дешавали све мање учесталости током живота организације. Ово је логично, будући да су Светски конгреси РИЛУ-а заказани заједно са светским конгресима саме Коминтерне, који су углавном почињали по завршетку догађаја Коминтерне. И баш када је Коминтерна почела да користи краће, мање и мање формалне међународне конвенције назване „Проширени пленуми Извршног комитета“ да би се бавила креирањем међународне политике, слични скупови су усвојени за РИЛУ, под називом „Седнице Централног савета“.
4. заседање Централног савета, одржано у Москви од 9. до 15. марта 1926. године, почело је када се завршио 6. проширени пленум. На оба ова скупа Соломон Лозовски је изнео извештаје који су идентификовали Велику Британију — где је био у ваздуху штрајк рудара — а посебно земље Азије и Пацифика као области које представљају највеће могућности за Профинтерн у његовом покушају да изгради светски револуционарни покрет. Амстердам је посвећивао оскудну пажњу Азији, остављајући поље отвореним за напоре Профинтерна, приметио је Лозовски у свом извештају Извршном одбору Коминтерне. РИЛУ је уложио напор да разбије нову организациону основу ван Европе још у фебруару 1922. када је основао московску канцеларију упоредиву са Источним бироом Коминтерне,у Бафалу, њујоршки апотекар Борис Рајнштајн, бугарско-амерички члан Џорџ Андрејчин и Х. Ејдус. Али сада, чак и када су се европски изгледи смањили, ситуација је изгледала светлија у Азији и Пацифику.
Најбоље од свега, из перспективе Профинтерна, била је ситуација у Кини, са младим и радикалним радничким покретом који је почео да оживљава. Совјетски престиж и утицај су расли у Кини током раних 1920-их, посебно од 1924. године, када је постигнуто дипломатско признање од стране владе Пекинга и споразум о Кинеској источној железници. Кинески раднички покрет је почео да се формира, вођен напорима железничких радника и помораца да се организују, уз подршку Москве. На југу, отцепљена влада са седиштем у Кантону, коју је предводио Суен Јатсен, следила је антиимперијалистичке циљеве у сарадњи са Комунистичком партијом Кине — процењује се да је 40 од 200 делегата на оснивачкој конвенцији Куоминтанга 20. јануара 1924. (КМТ) су рекли да су комунисти, а дисциплинована и централизована партија основана у то време јасно се ослањала на совјетски комунистички модел. У јуну 1924. Суенова влада КМТ у Кантону основала је сопствену војну академију у Вампоји, уз помоћ 3 милиона рубаља совјетске помоћи за ту сврху, као и совјетске инструкторе, на челу са Василијем Бљухером.
Радни савез склопљен између лидера Суена и Михаила Бородина, главног представника Коминтерне у Кини, изгубљен је након Суенове смрти у Пекингу 12. марта 1925. Након смрти вође, почело је надметање између левих и десних фракција у КМТ; напетост између КМТ-а и Комунистичке партије Кине почела је да расте без Суновог смирујућег утицаја.
Дана 30. маја 1925. полиција је запалила штрајк радикалних студената који су протестовали због хапшења неких својих колега који су подржавали штрајк у фабрици памука у Шангају, убивши 12 демонстраната. Као одговор на то је проглашен генерални штрајк у граду и „Покрет 30. маја“ је избио широм региона. Дана 19. јуна у Кантону је најављен генерални штрајк, а четири дана касније услиједио је још један инцидент у којем су трупе пуцале на демонстранте на улицама, што је резултирало новим бројем жртава.
Брз раст Покрета 30. маја подстакао је интересовање Коминтерне за револуционарно врење у Кини. Ову нову перспективу је нагласио Јосиф Стаљин, почевши да се појављује преко Коминтерне Григорија Зиновјева као највишег вође СССР-а, који се почетком јула 1925. сложио са репортером токијских новина Tōkyō Nichi Nichi Shinbun да револуционарни покрет у Кини, Индији, Персији , Египат и „друге источне земље“ су расле и да се „ближи време када ће западне силе морати да се закопају у гроб који су себи ископали на Истоку“.
Профинтерн је распуштен 1937. пошто се Стаљинова спољна политика померила ка Народном фронту.

## Састанци
| Окупљање                                      | Локација            | Датум                    | Напомене                                                                             |
| --------------------------------------------- | ------------------- | ------------------------ | ------------------------------------------------------------------------------------ |
| Први Конгре                                   | Москва              | јул 3–19, 1921           | Оснива РИЛУ. Присуствовало 380 делегата, 336 са правом гласа.                        |
| Други Конрес                                  | Москва              | новембар -децембар, 1922 | Формално усваја политику "јединственог фронта" за синдикални покрет.                 |
| Трећи конгрес                                 | Москва              | јул 8-20, 1924           | Усваја слаб и необавезујући позив на конгрес јединства са Амстердам интернационалом. |
| 4. седница Централног савета                  | Москва              | март 9–15, 1926          | Лозовски идентификује Британију и Исток као главне области за успех Профинтерна.     |
| Четврти Конгрес                               | Москва              | март 17 - април 3, 1928  |                                                                                      |
| Међународна конференција о стратегији штрајка | Стразбур, Француска | јануар 1929.             |                                                                                      |